# Línea Amarilla (Metro de Chicago)
La línea Amarilla (en inglés: Yellow line) del Metro de Chicago comúnmente conocido como Chicago "L", consiste en 2 estaciones, siendo la línea más corta del sistema. La línea inicia en la estación Howard en el norte de Chicago a la estación Dempster-Skokie en Skokie. La línea inició sus operaciones el 25 de marzo de 1925, cerrando el 27 de marzo de 1948, y reabriendo después el 21 de enero de 1963.

## Historia
La Línea Amarilla inicialmente iniciaba en el Ramal Niles Center de la antigua Chicago Rapid Transit Company (CRT). La línea inicio sus operaciones como parte de la línea interurbana del Ferrocarril de Chicago North Shore y Milwaukee en el Valle Skokie por una sección de 8 km entre la Terminal Howard y la Calle Dempster en el Niles Center. Inició sus operaciones el 27 de marzo de 1925.
La ruta incluía muchas paradas intermedias en Evanston y Skokie (después llamado Niles Center) en Ridge, Asbury, Dodge, Crawford/ East Prairie, Kostner, Oakton y Main. El 27 de marzo de 1948, la Autoridad de Tránsito de Chicago (que recientemente había comprado la Chicago Rapid Transit Company en 1947) descontinuó el servicio en el Ramal Niles Center y lo reemplazó con el servicio de autobuses #97 Skokie. Las estaciones fueron cerradas, y estuvieron abandonadas por 15 años.
El 21 de enero de 1963, el Ferrocarril de Chicago North Shore y Milwaukee cesó todas sus operaciones, y la sección de 2,4 millas (3,9 km) de vías entre Skokie Shops y Dempster Street fue comprado por la CTA. Las estaciones intermedias no fueron reabiertas, sino que fueron compradas por negocios.

### Servicio Skokie Swift
El servicio de alta velocidad Skokie Swift (5 millas en 6-1/2 minutos), entre la Calle Howard en Chicago y la Calle Dempster en Skokie, fue inaugurada el 20 de abril de 1964, como un proyecto de transporte con ayuda federal. Los costos del proyecto fueron divididos entre el Departamento de Vivienda y Desarrollo Urbano de los Estados Unidos,la CTA y la alcaldía de Skokie.

### Expansión
Una ceremonia que marcó el inicio de la construcción de una nueva estación intermedia en la línea amarilla, Oakton / Skokie, se llevó a cabo el 21 de junio de 2010. La estación está ubicada en el centro de Skokie siendo la primera estación en ser construida del sistema del Metro de Chicago desde 2001.  En 2011, se esperaba la inauguración a principios de 2012.

## Conexiones de autobús

### Howard
CTA
- #22 Clark
- #N22 Clark
- #97 Skokie
- #147 Outer Drive Express
- #151 Sheridan (domingos por la mañana y noche)
- #201 Central/Ridge
- #N201 Central/Sherman
- #205 Chicago/Golf
- #206 Evanston Circulator

Pace
- #215 Crawford-Howard
- #290 Touhy Avenue
- #422 Linden CTA/Glenbrook/Northbrook Court (servicio nocturno)

### Skokie
CTA
- #54A North Cicero/Skokie Blvd.
- #97 Skokie

Pace
- #250 Dempster Street
- #626 Skokie Valley Limited